# Ho Un-byol

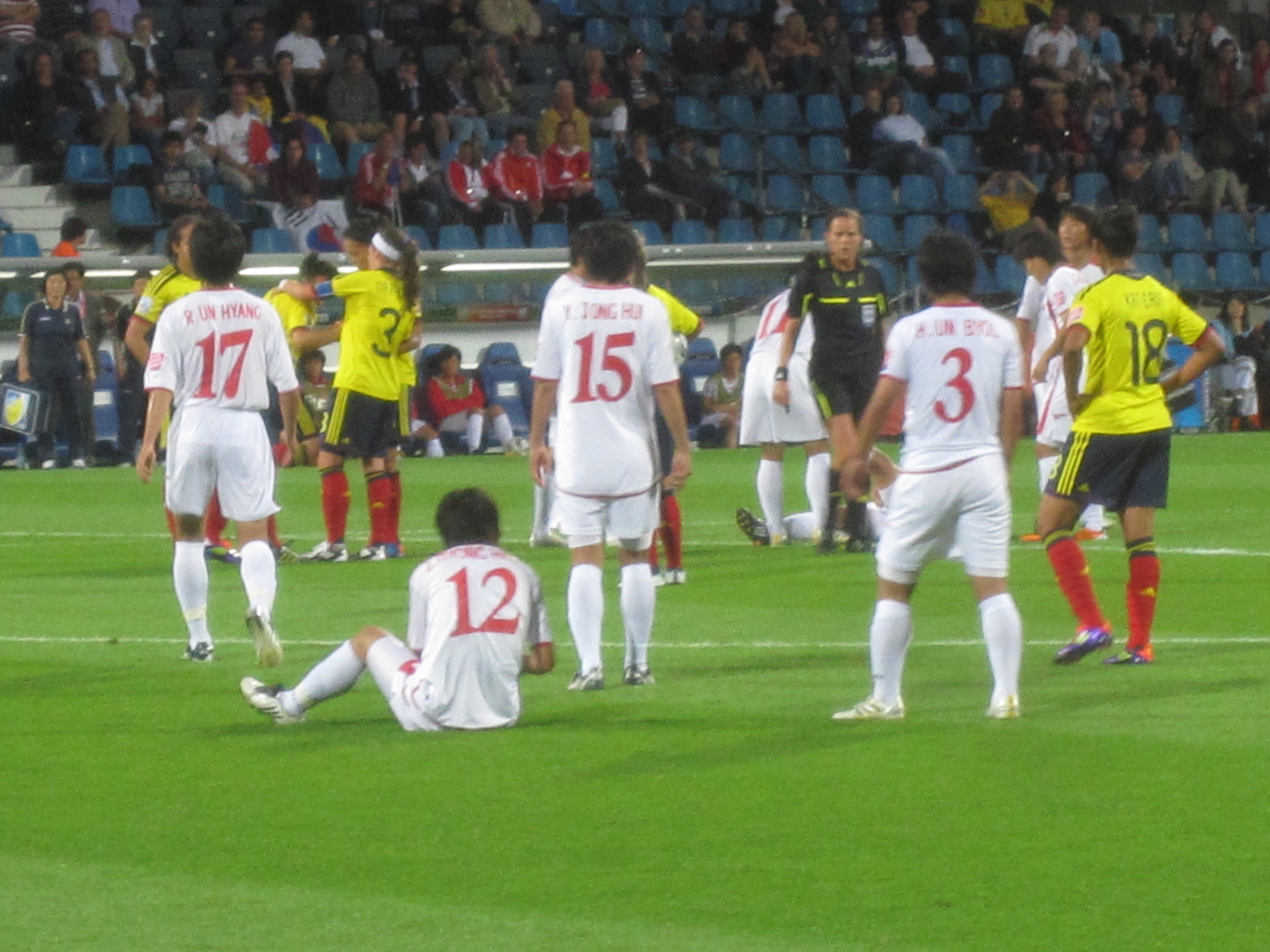
Ho 2011 beim WM-Spiel gegen Kolumbien (Rückennummer 3 rechts)

Ho Un-byol (* 19. Januar 1992) ist eine nordkoreanische Fußballspielerin. Die Stürmerin ist nordkoreanische Nationalspielerin.
Ho spielt beim 25. April Sports Club. Sie gehörte schon 2007 zum nordkoreanischen Kader bei der Weltmeisterschaft, hatte aber keine Einsätze. 2008 gewann sie mit Nordkorea die U-17-Weltmeisterschaft. Bei der U-20-Weltmeisterschaft 2010 erreichte Nordkorea das Viertelfinale, wo man gegen den Gastgeber und späteren Weltmeister Deutschland ausschied. Bei der Weltmeisterschaft 2011 in Deutschland bestritt sie alle drei Spiele. Dann wurde sie aber bei einer Dopingkontrolle positiv auf anabole Steroide getestet und für 18 Monate gesperrt. Nach ihrer Sperre wurde sie wieder in die Nationalmannschaft berufen. Sie gewann mit Nordkorea die Ostasienmeisterschaft 2013, bei der sie auch Torschützenkönigin wurde, nahm am Algarve-Cup 2014 teil und gewann die Goldmedaille bei den Asienspielen 2014.